# 奧干拿–柏維
奧干拿–柏維（英語：O'Connor-Parkview）是加拿大安大略省多倫多東約克的一個社區。這是一個非常多元化的社區，包括西部的英語使用者及希臘裔人士、東部的泰米爾語使用者及南部的孟加拉裔人士。它包括為低收入人士提供的高層建築，以及巨大的房地產業地段。社區通常被分為三個較小的區域，即杜范公園（Topham Park）、活拜花園（Woodbine Gardens）及柏維山（Parkview Hills）。
該社區位於當河谷（Don Valley）東南部，南部與泰勒-梅西溪（Taylor-Massey Creek，向西流入當河［Don River］）相連，東部與維多利亞公園路（Victoria Park Avenue）接壤，北部與荷蘭路（Holland Avenue）接壤。

## 社區分劃

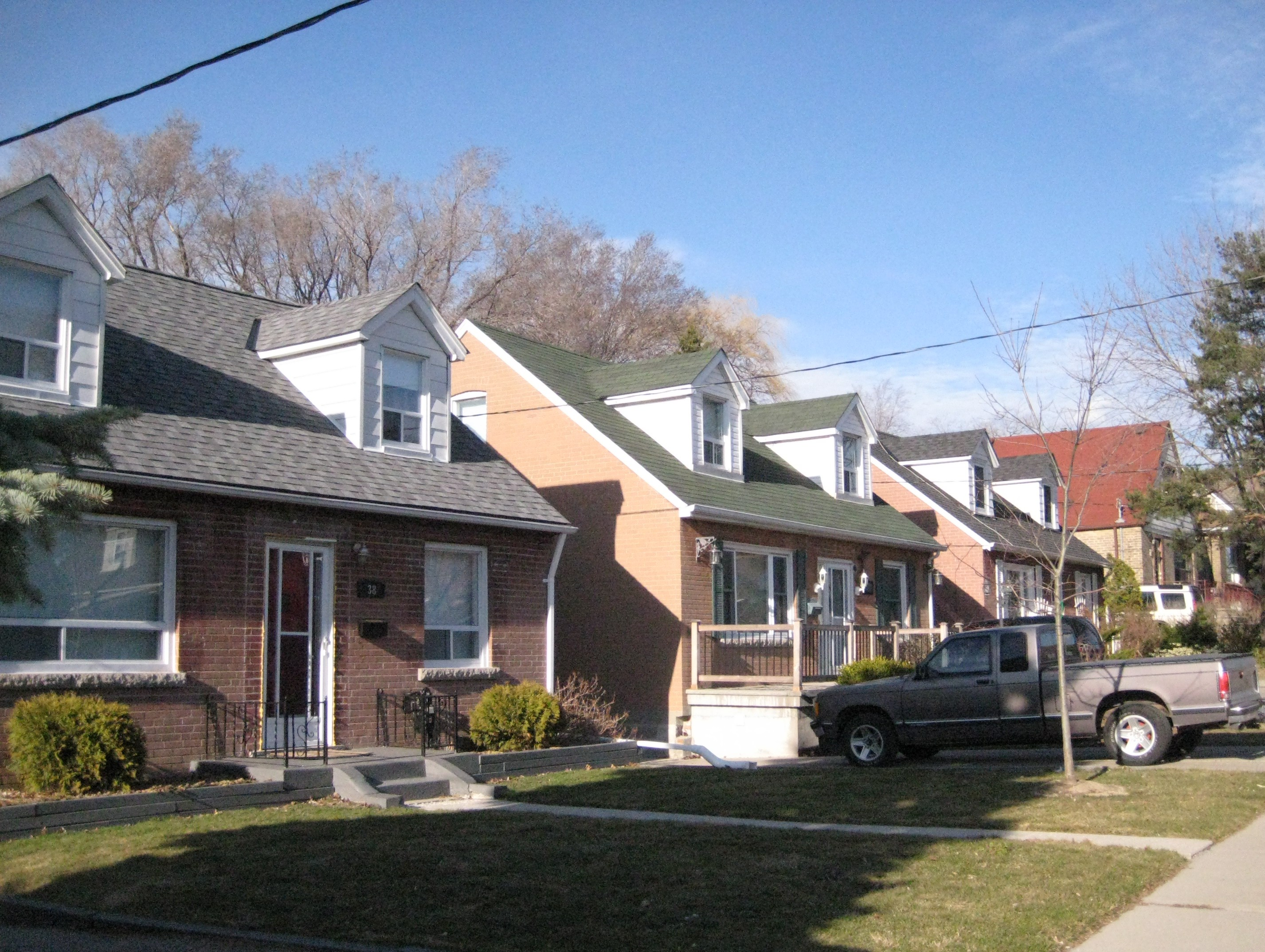
杜范公園（Topham Park）的房屋。該區域位於社區的東北部。

杜范公園代表了這個社區的東北區，有古樸氣質。它是由加拿大按揭及房屋公司（CMHC）於1944年至1946年間開發的。快速穿過社區，即可看見杜范公園，許多居民喜歡他們的前院，感覺與環境非常相襯。多年來多倫多地產財富的上漲趨勢似乎並沒有影響這個社區的風格。
活拜花園位於杜范公園以南（與聖卡拉路［St. Clair Avenue］接壤），南部與當河的泰勒-梅西溪（Taylor-Massey Creek）接壤。房屋範圍由平房、雙層房屋一直到高層經濟適用房。俯瞰前高爾夫球場的高層單位可讓眺望者看到該地區相對較大的房產。
柏維山是東約克的一個富裕社區。它位於多倫多市中心的東北部，周圍環繞著鬱鬱蔥蔥的峽谷及公園。它作為第三租界的一部分，是聖卡拉路（St. Clair Avenue）的盡頭，進入當河谷。雖然位於丹佛以北，但它擁有龐大的希臘及英格蘭風格社區。柏維山與奧干拿–柏維的大部分地區一樣，擁有不同族裔背景的居民，但收入水平及住房類型多元化程度更高。這個區域的平均地產價值遠遠超過東約克其他地區的平均房產價值。物業規模相當大，這導致了大型的重建，將原來的平房替換為莊園風格的住宅。該地區被認為是「東約克的玫瑰谷」（Rosedale of East York）。

## 學校
- 歌頓·布朗中級學校（Gordon A. Brown Middle School） - 位於聖卡拉東路2800號（2800 St. Clair Avenue East）的一所初級中學，建校於1949年。基夫·修打蘭（Kiefer Sutherland) 是校友之一。[3]
- 韋佐治小學（George Webster Elementary School） - 位於松柏巒道2號（2 Cedarcrest Boulevard）的小學，建校於1954年。[4]
- 素雲公立學校（Selwyn Public School） - 位於素雲路1號（1 Selwyn Avenue）的一所公立小學，建校於1957年1月。[5]
- 柏甸嶺小學（Presteign Heights Elementary School）- 位於聖卡拉東路2570號（2570 St. Clair Avenue East）的一所公立小學，建校於1951年。
- 維多利亞公園小學（Victoria Park Elementary School）- 位於地牙哥路125號（145 Tiago Avenue）的一所公立小學。這所歷史悠久的學校成立於1861年，早於加拿大聯邦化六年，它是第一位出生於加拿大的加拿大總督文森·梅西（Vincent Massey）的母校。[6]